# AC NM AE T1
A AC NM AE T1 (Mina Anti-Carro Não-Magnética Auto Explosiva modelo T1) é uma mina antitanque de metal mínimo brasileira. Acredita-se que a mina esteja a serviço do exército brasileiro, embora a produção da mina tenha cessado em 1989. A mina tem corpo principal quadrado de plástico, com placa de pressão circular elevada e rastilho. Uma alça de transporte está embutida em um lado da mina. Parece ser muito semelhante à PRB M3.
A mina é supostamente usada no Equador, Peru e Líbia.

## Especificações
- Comprimento: 225 mm
- Largura: 255 mm
- Altura: 155 mm
- Peso: 8 kg
- Conteúdo explosivo: 7 kg de TNT com reforço Pentolite (uma mistura 50:50 de PETN/TNT)
- Pressão de operação: 60 a 140 kg